# 錯体
錯体（さくたい、英語: complex）もしくは錯塩（さくえん、英語: complex salt）とは、広義には、配位結合や水素結合によって形成された分子の総称である。狭義には、金属と非金属の原子が結合した構造を持つ化合物（金属錯体）を指す。この非金属原子は配位子である。ヘモグロビンやクロロフィルなど生理的に重要な金属キレート化合物も錯体である。また、中心金属の酸化数と配位子の電荷が打ち消しあっていないイオン性の錯体は錯イオンとも呼ばれる。
金属錯体は、有機化合物・無機化合物のどちらとも異なる多くの特徴的性質を示すため、現在でも非常に盛んな研究が行われている物質群である。

## 名前について
錯体の「錯」とは「複数の物が交じる」等の意味がある。
一方、英語では complex というが、これは2種類以上の混ざりものという意味があり、例えばポリマーに酸化物を練り込んだものもcomplexである。錯体がcomplexと呼ばれるのは、配位子と金属イオンとの「混ざりもの」であったからであるが、錯体は「純物質」であり、明確に区別したい場合には「配位化合物」「錯化合物」と呼ぶ場合もある。この英語訳は coordination compound である。
錯体は、歴史的には大きなイオンとして研究が進んだ。そのため、昔は「錯塩」と呼んだが、中性の配位化合物についても研究が進み、現在では錯体と呼ぶのが一般的である。

## 性質
よく研究されるのは、光（吸光・発光）、電気、磁気、触媒などの特性である。近年ではこれらの性質を複合した機能錯体（例えば、光電子移動・光磁性制御・電気化学触媒など）の研究も盛んである。

### 軌道
金属錯体では配位子の安定化の影響を受け、軌道のエネルギー準位が入れ替わることがある。例えば、鉄の場合、自由原子で[Ar]3d64s2となっていた電子配置が、3dと4sの準位の入れ替わりが起こることで、錯体Fe0になると[Ar]3d8の電子配置をとる。

### 構造的特性
金属錯体の中心原子は、2から12程度までの多様な配位数をとる。特に、配位数4の際にとる四面体型錯体や、配位数6の際の八面体型錯体の例など、高い対称性を示すことが多い。

### 分光学的特性
多くの金属錯体は特有の美しい色を持つ。これは金属原子のd軌道が配位によって分裂し、このエネルギー差が可視光領域の光エネルギーと一致するためである（詳しくは結晶場理論および配位子場理論を参照）。またこの色は金属の価数や配位環境を反映して様々な色に変化する。
ある種の金属錯体は、配位環境によって、光学活性体となり、キラルな化合物となる。

### 構造
錯体は特有の色を持つことが多いため、反応の進行はUV-Vis スペクトルで確認することが多い。厳密な錯体の構造決定は通常X線構造解析によって行われる。また、必要に応じて赤外分光法 (IR) や核磁気共鳴 (NMR)、電子スピン共鳴 (ESR) なども利用される。

### 幾何異性体
[MX4Y2]構造の八面体型六配位錯体および[MX3Y3]構造の平面四角形型六配位錯体はそれぞれ幾何異性体が発生する。[MX4Y2]構造において、Y配位子が背中合わせの方向に配位していればtrans体、隣り合って配位していればcis体となる。[MX3Y3]構造において、同じ3個の配位子が八面体の一つの面を占有していればfacialまたはfac体、中心金属イオンを含む一つの面を占有していればmeridionalまたはmer体と呼ぶ。

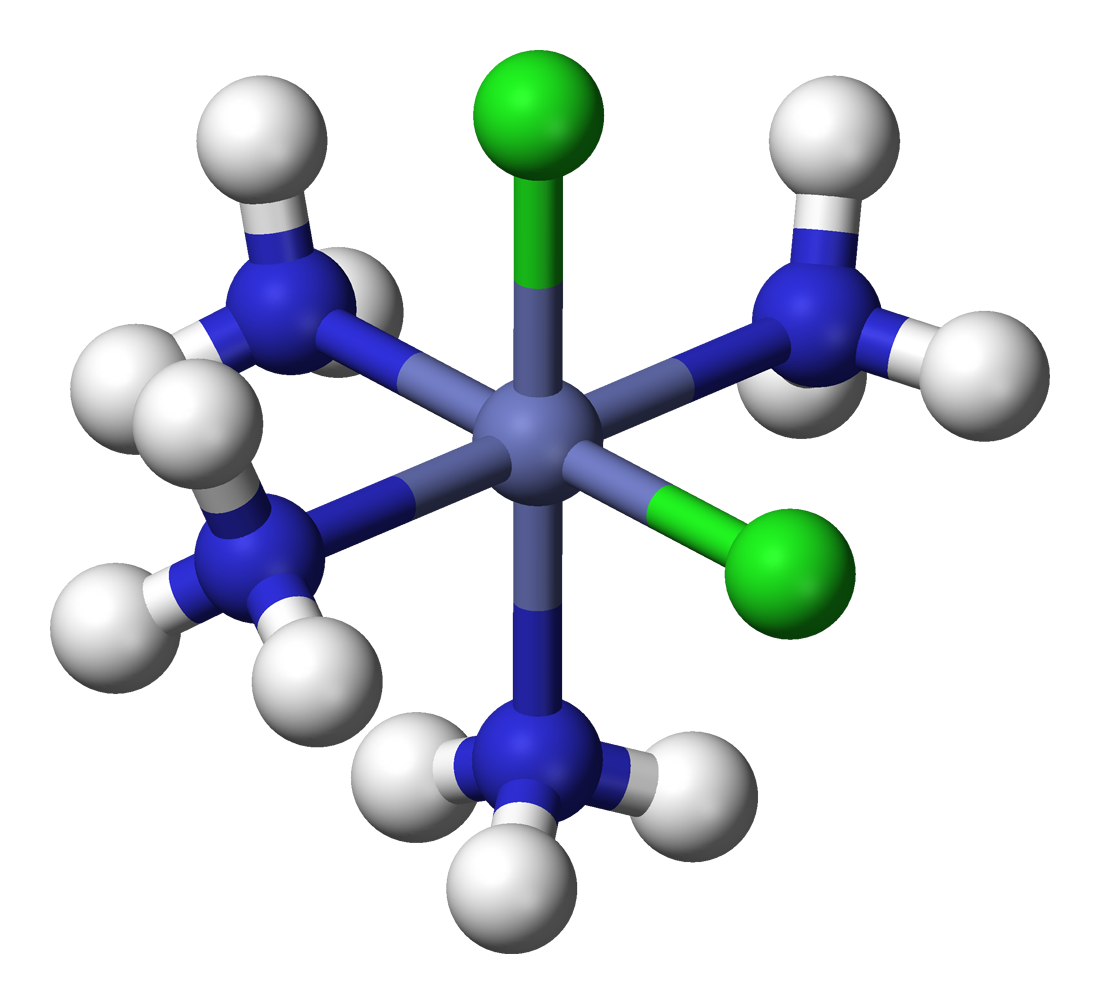
cis -[CoCl2(NH3)4]+
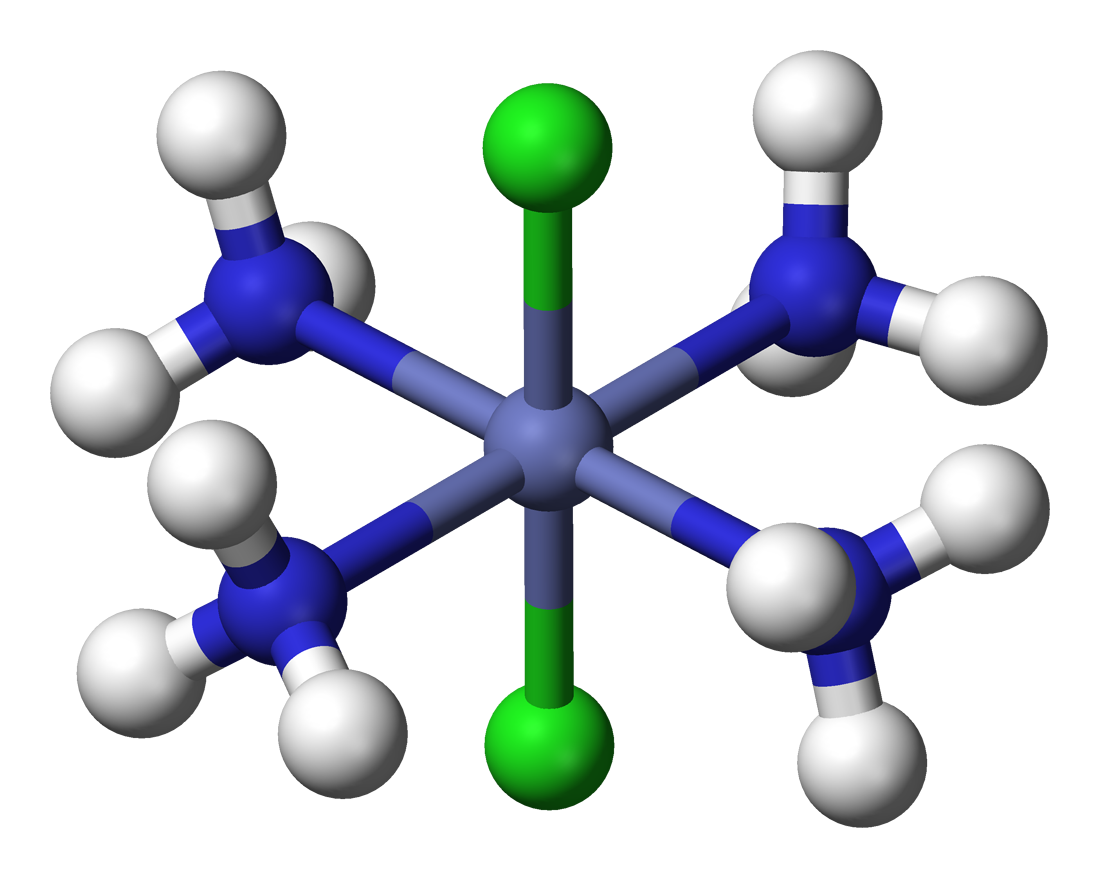
trans -[CoCl2(NH3)4]+
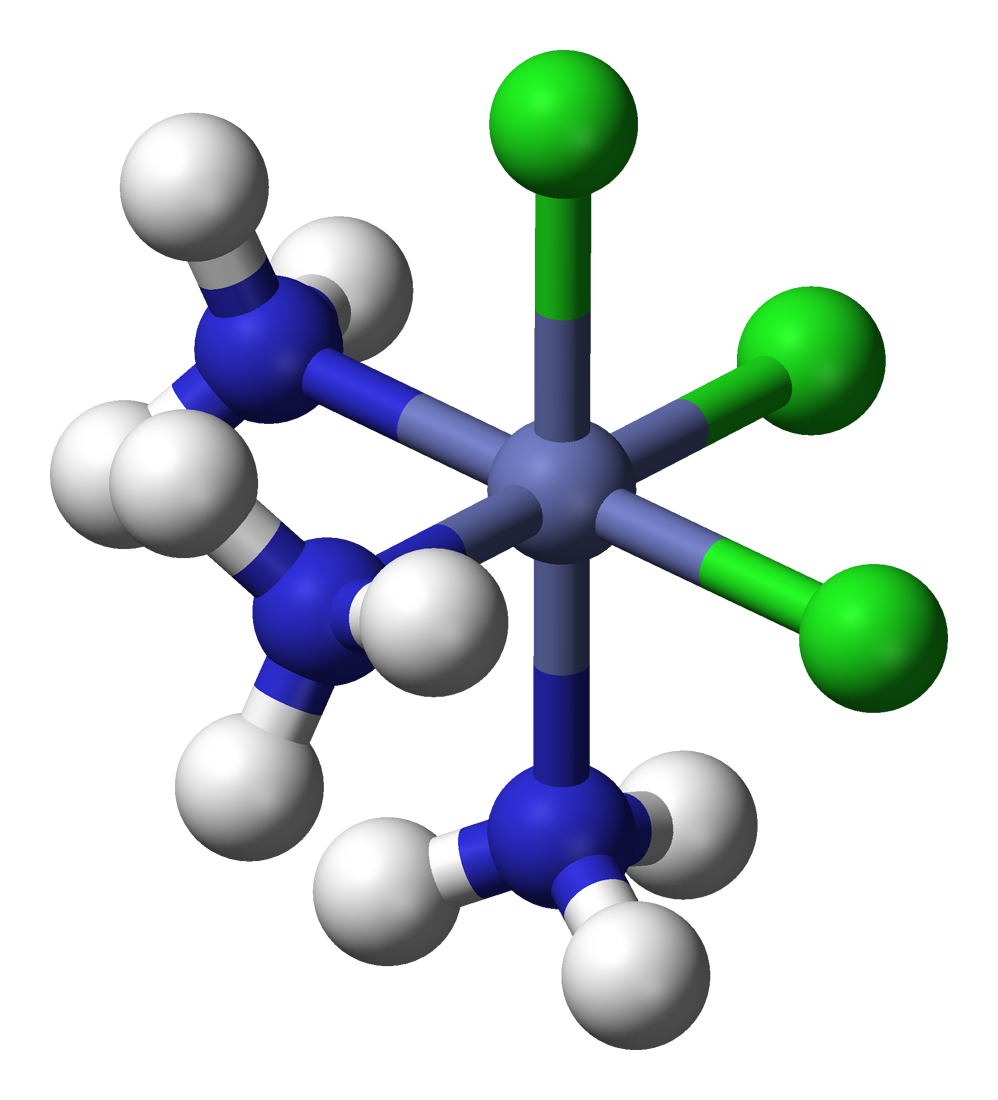
fac -[CoCl3(NH3)3]
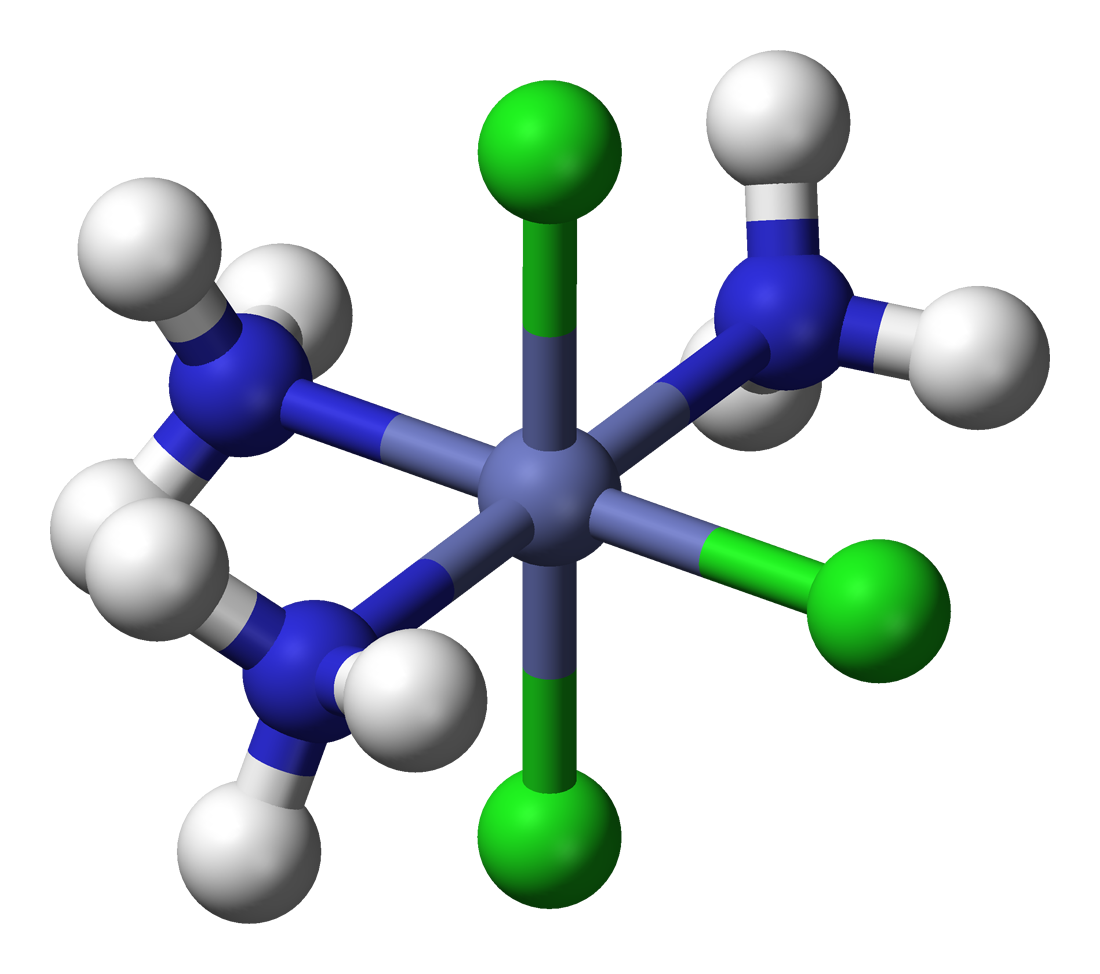
mer -[CoCl3(NH3)3]

### 光学異性体
二座配位子を2個以上もつ六配位錯体には光学異性体が発生する。二座配位子によるねじれが左回りのものはΛ（ラムダ）、右回りのものはΔ（デルタ）体と呼ぶ。

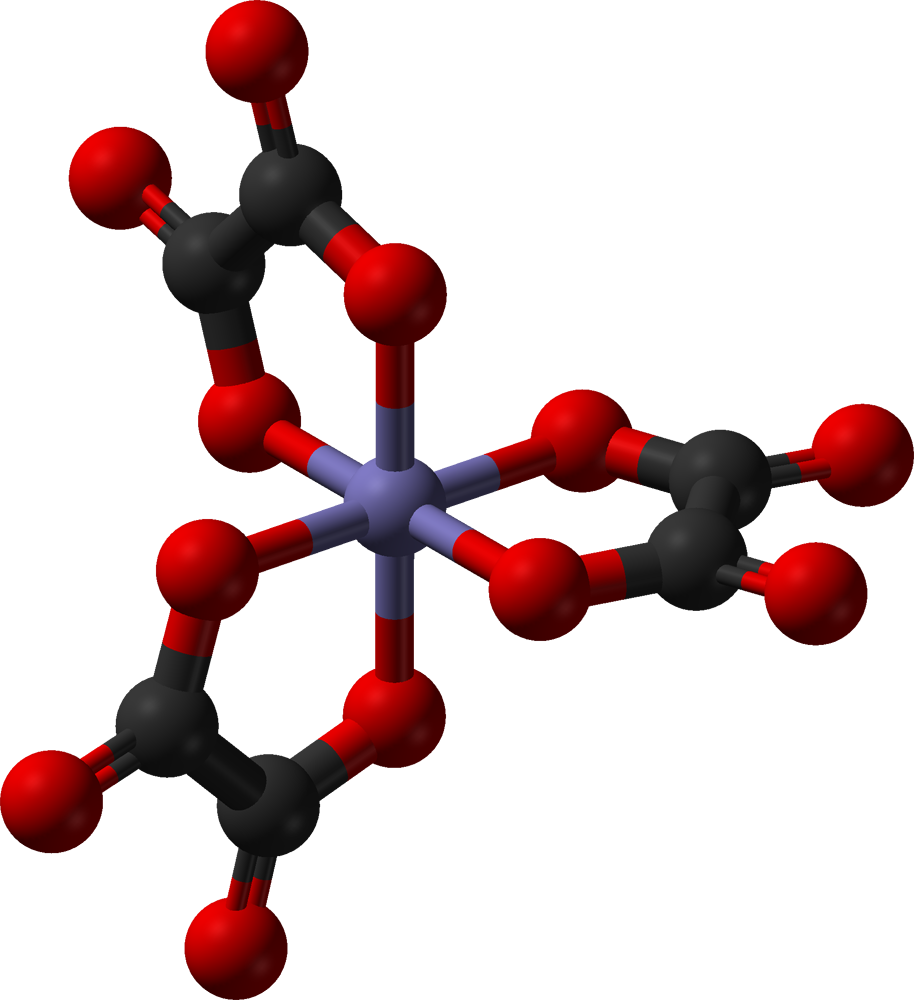
Λ-[Fe(ox)3]3−
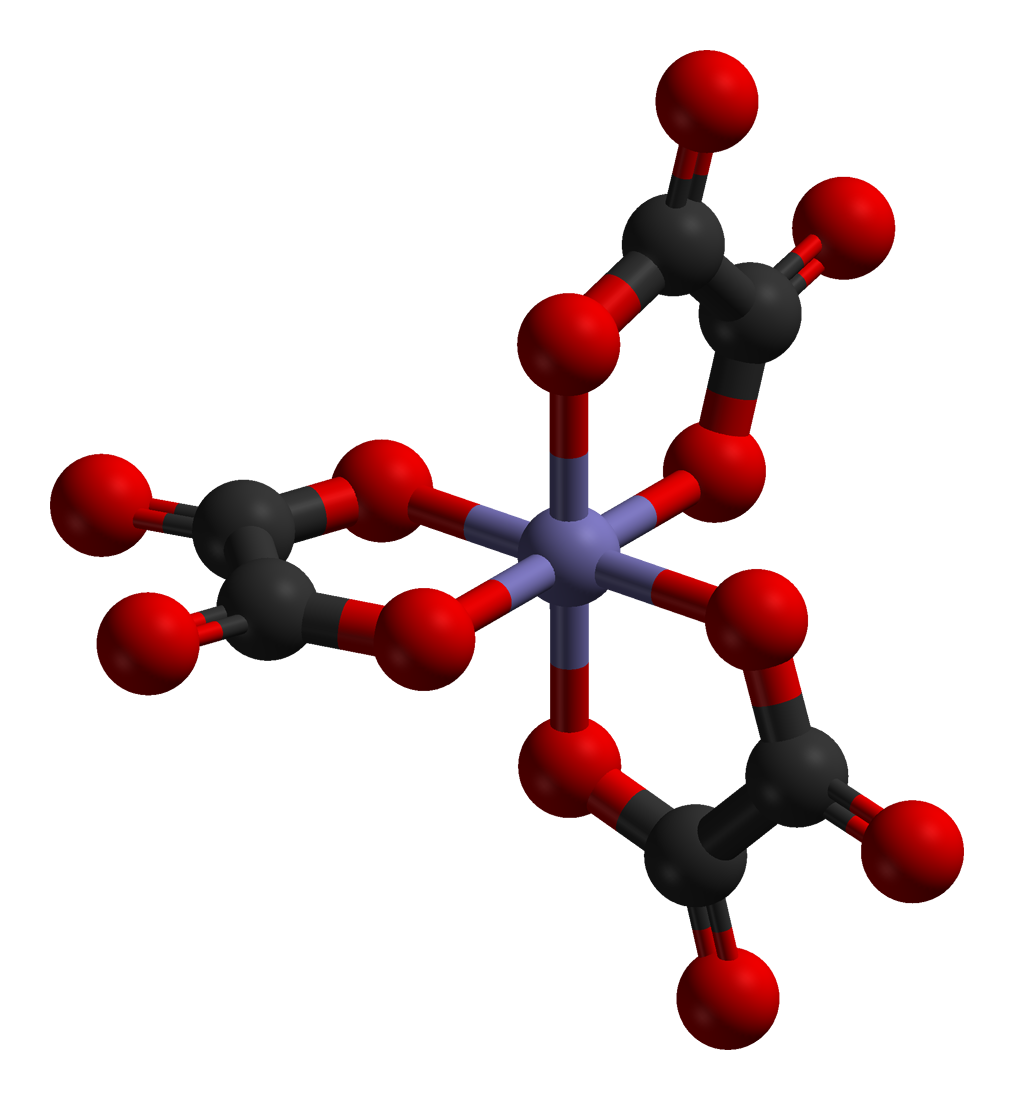
Δ-[Fe(ox)3]3−
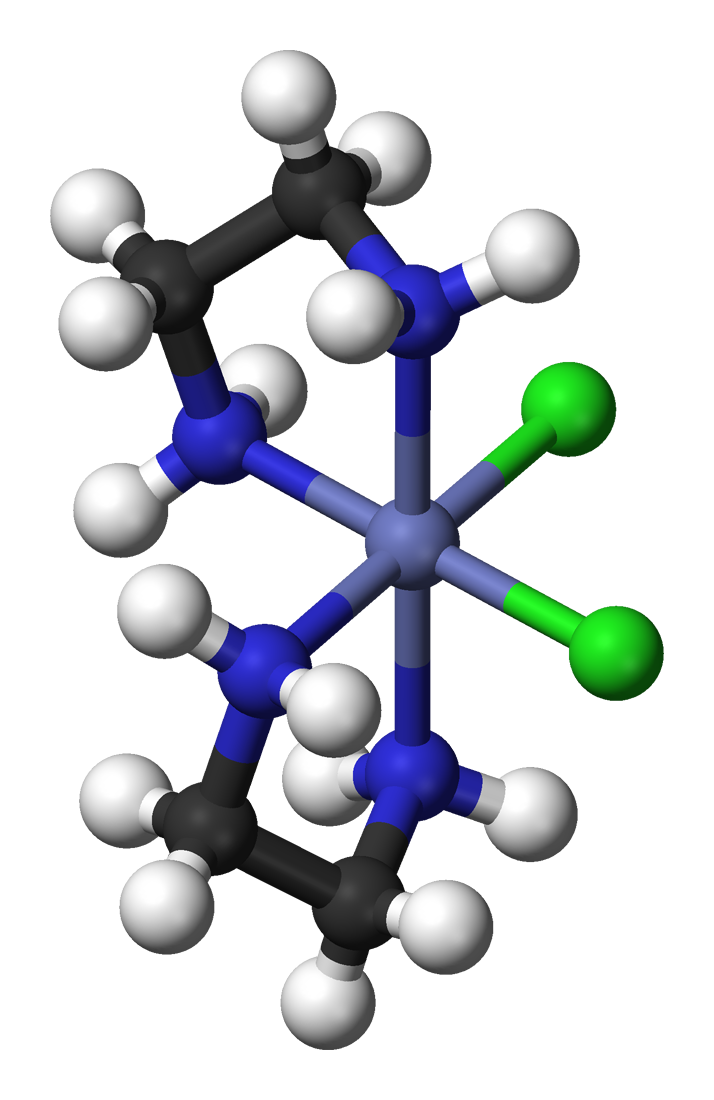
Λ-cis -[CoCl2(en)2]+
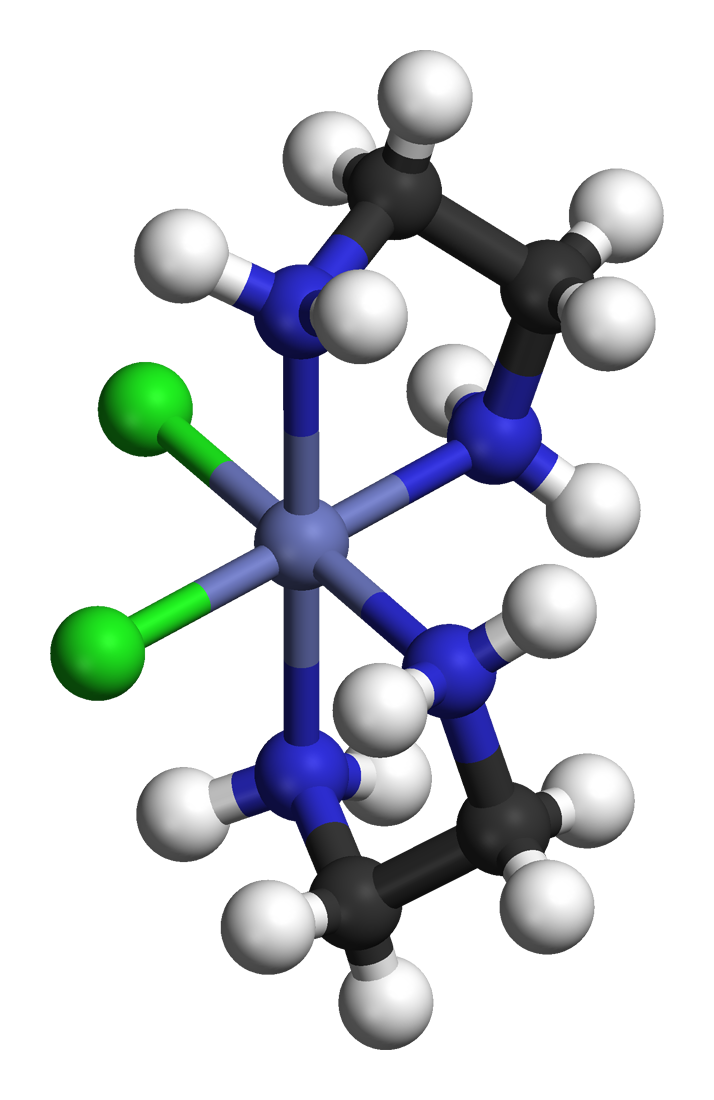
Δ-cis -[CoCl2(en)2]+

## 錯生成反応
錯生成反応とは、錯体を生成する反応の総称である。

### 金属錯体の生成反応
水溶液中の金属イオン(金属塩)は周囲に過剰に存在する水と配位結合し、水和金属イオンM(H2O)xn+として存在している。これは、金属は水に放られると正イオンに電離し、周囲の水の孤立電子対がこれを中和しようとするためである。これが配位結合であり、この場合の配位子は水となる。配位子は水に限らず、正イオンを中和する能力のある原子、すなわち、陰イオンやルイス塩基を指す。よって、もし水溶液中に水以外の配位子が存在していた場合、その溶液には水の替わりにその配位子と結合している金属イオンもある。
多くの場合、新しい金属錯体は、金属塩と配位子の組み合わせから発見される。金属塩は典型金属・遷移金属を問わずあらゆる種類が用いられる。配位子も多様なものが用いられるが、特にポルフィリンを用いた例が極めて多い。

## 機能
有機化学の分野で錯体は化学反応を制御または促進させる触媒として非常によく用いられている。また、生体中に存在する酵素の活性中心にはアミノ酸に取り囲まれた金属錯体が存在し、重要な役割を果たしている（赤血球中のヘモグロビンなど）。またシスプラチンはDNAに強く配位することによって抗癌剤として作用する。
色素増感型の太陽電池における光吸収層、すなわち色素として、ルテニウムのビピリジン錯体（またはその誘導体）が主に用いられている。

## 超分子
古典的な錯体とは若干異なる、超分子と呼ばれる物質群がナノテクノロジーの材料のひとつとして注目されている。

## 主な錯体
- アクア錯体 (水和物) - 水 {\displaystyle {\ce {H2O}}} が配位子となるもの。
- カルボニル錯体 - 一酸化炭素 {\displaystyle {\ce {CO}}} が配位子となるもの。金属カルボニルも参照。
- アンミン錯体 - アンモニア {\displaystyle {\ce {NH3}}} が配位子となるもの。テトラアンミン銅錯体 {\displaystyle {\ce {[Cu(NH3)4]^2+}}} など
- シアノ錯体 - シアン化物イオン {\displaystyle {\ce {CN-}}} が配位子となるもの。ヘキサシアニド鉄錯体 {\displaystyle {\ce {[Fe(CN)6]^4-}}}, {\displaystyle {\ce {[Fe(CN)6]^3-}}} など
- ハロゲノ錯体 - ハロゲン化物イオンが配位子となるもの。テトラクロリド鉄錯体 {\displaystyle {\ce {[FeCl4]-}}} など
- ヒドロキシ錯体 - 水酸化物イオン {\displaystyle {\ce {OH-}}} が配位子となるもの。アルミン酸 {\displaystyle {\ce {[Al(OH)4]-}}} （または {\displaystyle {\ce {[Al(OH)4(H2O)2]-}}}）など

## 顔料
一部の錯体はその鮮明な色と高い耐久性から、顔料として使用される。特にフタロシアニンは応用分野での消費量が多く、大量に生産されている。

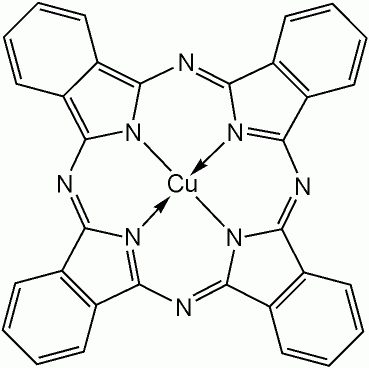
フタロシアニンの銅錯体
銅フタロシアニンブルー
Pigment Blue 15

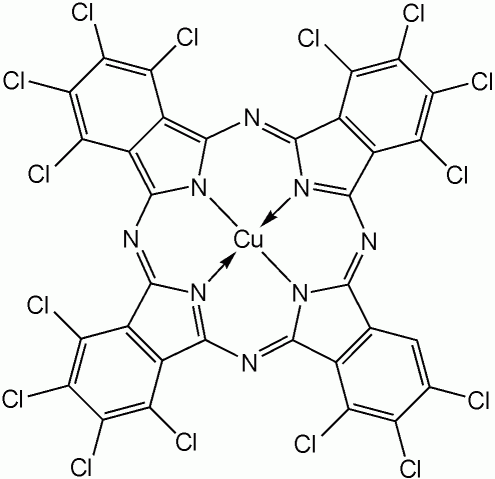
フタロシアニンの銅錯体
高塩素化銅フタロシアニングリーン
Pigment Green 7

### 銅フタロシアニン
フタロシアニンは、4つのフタル酸イミドが窒素原子で架橋された構造をもつ環状化合物。ポルフィリンと類似の構造を持つ。フタロシアニンの銅錯体は顔料として使用される。
ただし、無金属フタロシアニンも顔料として使用される。銅フタロシアニンブルーよりも緑味の顔料であるが、可視領域の長波長側の反射が大きく、幾分不鮮明である。

### 金属錯体顔料
金属錯体顔料は、顔料としての性能を有する金属錯体を指す。ただし、フタロシアニンを除いたものを指す場合が多い。顔料の分野では、シッフ塩基の誘導体、特にイミンを分子構造中に有する顔料をアゾメチン顔料と呼ぶことから、フタロシアニンを除いたシッフ塩基の誘導体、特にイミンを分子構造中に有する金属錯体顔料はアゾメチン顔料とも呼ばれる。高い透明性と濃色と淡色の色差が特徴であるが、彩度の低さなどから市場性が限定的であり、比較的短期間で生産が終了したものもある。

## 鉱物
鉱物として自然界に存在する錯体化合物の組成を持つ鉱物は非常に珍しい。発見されている錯体の鉱物はアンミン石 (Ammineite・[CuCl2(NH3)2]) とヨアネウム石 (Joanneumite・Cu(C3N3O3H2)2(NH3)2) の2種類のみ知られている。このうちのアンミン石は、初めて発見されたアンミン錯体の鉱物である事に因んだ命名である。